# Тимоти Щал
Тимоти Щал (на немски: Timothy Stahl) е германски журналист, преводач и писател, автор на произведения в жанровете приключенска научна фантастика, уестърн, трилър, приключенски роман, хорър и фентъзи. Писал е и под псевдонимите Джак Слейд (Jack Slade) и Саманта Стийл (Samantha Steel).

## Биография и творчество
Тимоти Щал е роден на 26 октомври 1964 г. в САЩ. Израства в малък град в северната част на Бавария, Германия. От малък е пристрастен към фантастиката и приключенските романи.
Започва да пише кратки фензини през 80-те години. По-късно се свързва с издателите и започва да пише за поредиците „Perry Rhodan“ и „Maddrax“.
Едновременно работи като редактор на ежедневници и главен редактор на седмично младежко списание.
Първоначално пише фантастика, а след това работи по дамските поредици „Gaslicht“ и „Mitternachts-Roman“. После пише приключенски романи за поредицата „Trucker-King“. Пише особено активно за поредицата уестърни „Джак Слейд“, като и за серийния герой на трилъри Джери Котън. Пише научна фантастика за поредицата „Файлове за НЛО“, но голяма част от произведенията му са за култовата серия „Вампира“ с Манфред Вийнланд.
Личен негов акцент е авторската му вампирска поредица „Wölfe“. Заедно с Манфред Вийнланд пишат хорър поредицата от 2012 г. „Bad Blood“.
През годините Тимоти Щал активно се занимава с преводи на немски език – комиксите на „Супермен“, компютърните игри „Томб Роъдър“ и „Заразно зло“, и различни романи.
Той е женен и има двама сина.
Тимоти Щал живее от 1999 г. със семейството си в Лас Вегас.

## Произведения
частична библиография

### Самостоятелни романи
- Das Prometheus Mosaik (2009)

### Серия „Пери Родан“ (Perry Rhodan-Action)
7 Aufstand der Grall
10 Falkans Verderben
18 Tod über Ekhas
23 Jagdziel Rhodan
35 Zielpunkt Physiotron

### Серия „Маддракс – Тъмното бъдеще на Земята“ (Maddrax – MX-Heftromane)
3 Rom sehen und sterben
Виж Рим и умри, изд.: „Литера Прима“, София (2004), прев. Тончо Стаменов
13 Das Milliarden-Heer
16 30 Meilen unter dem Meer
27 Ruf des Blutes
41 Tribute to the King
46 Viva Las Vegas!
- Brot und Spiele (2003)

### Серия „Вселената на професор Замора“ (Professor Zamorra Universe)
- 1008 Die Brut (2013)

### Участие в други серии
- Bad Earth
- Mitternachts-Roman
- Trucker-King
- Die UFO-Akten
- Jack Slade
- Jerry Cotton
- Vampira